# Segurola (Buenos Aires)
Segurola es un paraje de la República Argentina, perteneciente al partido Maipú, en la provincia de Buenos Aires. En dicha localidad se encuentra la estación de ferrocarril del mismo nombre.

## Población
Durante los censos nacionales del INDEC de 2001 y 2010 fue considerada como población rural dispersa.
- Datos: Q6123944